# Associazione Calcio Polisportiva Afragolese 1985-1986
Questa pagina raccoglie le informazioni riguardanti l'Associazione Calcio Polisportiva Afragolese nelle competizioni ufficiali della stagione 1985-1986.

## Rosa
| N. |                   | Ruolo | Calciatore            |
| -- | ----------------- | ----- | --------------------- |
|    | Italia (bandiera) |       | Campanella            |
|    | Italia (bandiera) |       | Cenani                |
|    | Italia (bandiera) | D     | Daniele Chisari       |
|    | Italia (bandiera) |       | Ciannello             |
|    | Italia (bandiera) | A     | Carlo Collaro         |
|    | Italia (bandiera) | D     | Agostino Consolo      |
|    | Italia (bandiera) | D     | Alessandro Dati       |
|    | Italia (bandiera) | C     | Nicandro Della Vedova |
|    | Italia (bandiera) | D     | Luigi Falco           |
|    | Italia (bandiera) | D     | Carmine Falso         |
|    | Italia (bandiera) | C     | Massimo Ferraiuolo    |
|    | Italia (bandiera) | C     | Gennaro Fischetti     |
|    | Italia (bandiera) |       | Fusco                 |

| N. |                   | Ruolo | Calciatore            |
| -- | ----------------- | ----- | --------------------- |
|    | Italia (bandiera) | A     | Antonio Iazzetta      |
|    | Italia (bandiera) | C     | Michele Massaro       |
|    | Italia (bandiera) |       | Monaco                |
|    | Italia (bandiera) |       | Morello               |
|    | Italia (bandiera) | A     | Renato Mottola        |
|    | Italia (bandiera) | P     | Sabatino Paparo       |
|    | Italia (bandiera) | P     | Giovanni Pascarella   |
|    | Italia (bandiera) | A     | Salvatore Ruggiero    |
|    | Italia (bandiera) | C     | Stefano Sacco         |
|    | Italia (bandiera) |       | Serrao                |
|    | Italia (bandiera) | A     | Gianfranco Stefanelli |
|    | Italia (bandiera) | C     | Guido Veglia          |